# Discografia dos Paralamas do Sucesso
A discografia dos Paralamas do Sucesso contém treze álbuns de estúdio, sete álbuns ao vivo, dois álbuns em espanhol, quatro coletâneas, dois box sets e nove DVDs. Durante toda a sua carreira, estima-se que a banda tenha vendido mais de 5 milhões entre seus lançamentos, seu álbum mais vendido é o álbum ao vivo Vamo Bate Lata, lançado em 1995, que vendeu cerca de 1 milhão de exemplares.

## Álbuns

### Álbuns de estúdio
| Ano  | Álbum                                                                                       | Vendas                 | Certificações       |
| ---- | ------------------------------------------------------------------------------------------- | ---------------------- | ------------------- |
| 1983 | Cinema Mudo - Lançamento: 1983 - Formato: LP, K7, CD - Gravadora: EMI                       | - : 90.000             |                     |
| 1984 | O Passo do Lui - Lançamento: 1984 - Formato: LP, K7, CD - Gravadora: EMI                    | - : 350.000            | - PMB: Platina      |
| 1986 | Selvagem? - Lançamento: 1986 - Formato: LP, K7, CD - Gravadora: EMI                         | - : 750.000            | - PMB: Platina      |
| 1988 | Bora-Bora - Lançamento: 1988 - Formato: LP, K7 - Gravadora: EMI                             | - : 220.000            | - PMB: Ouro         |
| 1989 | Big Bang - Lançamento: 1989 - Formato: LP, K7, CD - Gravadora: EMI                          | - : 250.000            | - PMB: Platina      |
| 1991 | Os Grãos - Lançamento: 1991 - Formato: LP, K7, CD - Gravadora: EMI                          | - : 100.000            |                     |
| 1991 | Paralamas - Lançamento: 1991 - Formato: LP, K7 - Gravadora: EMI                             | - : 125.000            | - CAPIF: 2× Platina |
| 1994 | Severino - Lançamento: 1994 - Formato: LP, CD - Gravadora: EMI                              | - : 55.000             |                     |
| 1994 | Dos Margaritas - Lançamento: 1994 - Formato: CD - Gravadora: EMI                            | - : 45.000             |                     |
| 1996 | Nove Luas - Lançamento: 1996 - Formato: CD, K7 - Gravadora: EMI                             | - : 600.000 - : 20.000 | - PMB: Platina      |
| 1996 | 9 Lunas - Lançamento: 1996 - Formato: CD - Gravadora: EMI                                   |                        |                     |
| 1998 | Hey Na Na - Lançamento: 1998 - Formato: CD - Gravadora: EMI                                 | - : 250.000            | - PMB: Ouro         |
| 2002 | Longo Caminho - Lançamento: 2002 - Formato: CD, DVD - Gravadora: EMI                        | - : 300.000            | - PMB: Platina      |
| 2005 | Hoje - Lançamento: 2005 - Formato: CD - Gravadora: EMI                                      | - : 100.000            | - PMB: Ouro         |
| 2008 | Brasil Afora - Lançamento: 2008 - Formato: CD, download digital - Gravadora: EMI            |                        |                     |
| 2017 | Sinais do Sim - Lançamento: 2017 - Formato: CD, LP, download digital - Gravadora: Universal |                        |                     |

### Álbuns ao vivo
| Ano  | Álbum | Vendas        | Certificações   |
| ---- | --- | ------------- | --------------- |
| 1987 | D - Lançamento: 1987 - Formato: LP, K7, CD - Gravadora: EMI                                                                              | - : 185.000   | - PMB: Ouro     |
| 1995 | Vamo Batê Lata - Lançamento: 1995 - Formato: LP, K7, CD, VHS, DVD - Gravadora: EMI                                                       | - : 1.000.000 | - PMB: Diamante |
| 1999 | Acústico MTV: Os Paralamas do Sucesso - Lançamento: 1999 - Formato: CD, VHS, DVD - Gravadora: EMI                                        | - : 400.000   | - PMB: Platina  |
| 2004 | Uns Dias ao Vivo - Lançamento: 2004 - Formato: CD, DVD - Gravadora: EMI, Capitol                                                         |               | - PMB: Platina  |
| 2006 | Hoje ao Vivo - Lançamento: 2006 - Formato: DVD - Gravadora: EMI                                                                          |               |                 |
| 2007 | Rock in Rio 1985: Os Paralamas do Sucesso - Lançamento: 2007 - Formato: CD, DVD - Gravadora: EMI, Som Livre                              |               |                 |
| 2009 | Legião Urbana e Paralamas Juntos - Lançamento: 2009 - Formato: CD, DVD - Gravadora: EMI                                                  |               |                 |
| 2011 | Multishow ao Vivo: Brasil Afora - Lançamento: 2011 - Formato: CD, DVD, download digital - Gravadora: EMI                                 |               |                 |
| 2014 | Multishow ao Vivo: Os Paralamas do Sucesso - 30 Anos - Lançamento: 2014 - Formato: CD, DVD, download digital - Gravadora: EMI, Universal |               |                 |

### Álbuns de compilação
| Ano  | Álbum                                                                                           | Vendas    |
| ---- | ----------------------------------------------------------------------------------------------- | --------- |
| 1987 | Os Paralamas do Sucesso - Lançamento: 1987 - Formato: LP - Gravadora: EMI                       |           |
| 1990 | Arquivo - Lançamento: 1990 - Formato: LP, K7, CD - Gravadora: EMI                               | - 280.000 |
| 1997 | Pólvora - Lançamento: 1997 - Formato: Box com 8 CDs - Gravadora: EMI                            |           |
| 2000 | Arquivo II: 1991-2000 - Lançamento: 2000 - Formato: CD - Gravadora: EMI                         |           |
| 2003 | Arquivo de Imagens - Os Melhores Videoclipes - Lançamento: 2003 - Formato: DVD - Gravadora: EMI |           |
| 2010 | Arquivo 3: 2001-2010 - Lançamento: 2010 - Formato: CD, download digital - Gravadora: EMI        |           |
| 2015 | 1983-2015 - Lançamento: 2015 - Formato: Box com 20 CDs - Gravadora: EMI, Universal              |           |

## Singles

### Como artista principal
| Ano  | Single                                                   | Álbum                                 |
| ---- | -------------------------------------------------------- | ------------------------------------- |
| 1983 | "Vital e Sua Moto"                                       | Cinema Mudo                           |
| 1983 | "Cinema Mudo"                                            | Cinema Mudo                           |
| 1984 | "Meu Erro"                                               | O Passo do Lui                        |
| 1984 | "Me Liga"                                                | O Passo do Lui                        |
| 1985 | "Óculos"                                                 | O Passo do Lui                        |
| 1985 | "Ska"                                                    | O Passo do Lui                        |
| 1985 | "Romance Ideal"                                          | O Passo do Lui                        |
| 1985 | "Mensagem de Amor"                                       | O Passo do Lui                        |
| 1986 | "Alagados"                                               | Selvagem?                             |
| 1986 | "Melô do Marinheiro"                                     | Selvagem?                             |
| 1986 | "A Novidade"                                             | Selvagem?                             |
| 1987 | "Selvagem"                                               | Selvagem?                             |
| 1987 | "Será Que Vai Chover?"                                   | D                                     |
| 1988 | "O Beco"                                                 | Bora-Bora                             |
| 1988 | "Quase um Segundo"                                       | Bora-Bora                             |
| 1989 | "Uns Dias"                                               | Bora-Bora                             |
| 1989 | "Bora-Bora"                                              | Bora-Bora                             |
| 1989 | "Perplexo"                                               | Big Bang                              |
| 1990 | "Lanterna dos Afogados"                                  | Big Bang                              |
| 1990 | "Pólvora"                                                | Big Bang                              |
| 1990 | "Caleidoscópio"                                          | Arquivo                               |
| 1991 | "Trac Trac" (part. Fernanda Abreu)                       | Paralamas en Español                  |
| 1991 | "Inundados"                                              | Paralamas en Español                  |
| 1991 | "Trac Trac" (versão em português) (part. Fernanda Abreu) | Os Grãos                              |
| 1992 | "Tendo a Lua"                                            | Os Grãos                              |
| 1992 | "Mi Error"                                               | Paralamas en Español                  |
| 1994 | "Cangaço"                                                | Severino                              |
| 1994 | "El Vampiro Bajo el Sol"                                 | Dos Margaritas                        |
| 1995 | "Dos Margaritas"                                         | Dos Margaritas                        |
| 1995 | "Saber Amar"                                             | Vamo Batê Lata                        |
| 1995 | "Uma Brasileira" (feat. Djavan)                          | Vamo Batê Lata                        |
| 1996 | "Esta Tarde"                                             | Vamo Batê Lata                        |
| 1996 | "Lourinha Bombril (Parate y Mira)"                       | Nove Luas                             |
| 1996 | "De Música Ligera"                                       | Nove Luas                             |
| 1997 | "La Bella Luna"                                          | Nove Luas                             |
| 1997 | "Busca Vida"                                             | Nove Luas                             |
| 1997 | "Capitão de Indústria"                                   | Nove Luas                             |
| 1998 | "Ela Disse Adeus"                                        | Hey Na Na                             |
| 1998 | "Depois da Queda, o Coice"                               | Hey Na Na                             |
| 1999 | "O Amor Não Sabe Esperar" (feat. Marisa Monte)           | Hey Na Na                             |
| 1999 | "Sossego"                                                | Acústico MTV: Os Paralamas do Sucesso |
| 2000 | "Sincero Breu"                                           | Acústico MTV: Os Paralamas do Sucesso |
| 2000 | "Aonde Quer Que Eu Vá"                                   | Arquivo II                            |
| 2002 | "O Calibre"                                              | Longo Caminho                         |
| 2003 | "Cuide Bem do Seu Amor"                                  | Longo Caminho                         |
| 2003 | "Seguindo Estrelas"                                      | Longo Caminho                         |
| 2005 | "Na Pista"                                               | Hoje                                  |
| 2005 | "Ponto de Vista" (feat. Andreas Kisser)                  | Hoje                                  |
| 2009 | "A Lhe Esperar"                                          | Brasil Afora                          |
| 2009 | "Meu Sonho"                                              | Brasil Afora                          |
| 2009 | "O Palhaço"                                              | Brasil Afora                          |
| 2011 | "Mormaço" (feat. Zé Ramalho)                             | Multishow ao Vivo: Brasil Afora       |
| 2017 | "Sinais do Sim"                                          | Sinais do Sim                         |
| 2017 | "Teu Olhar"                                              | Sinais do Sim                         |

### Como artista convidado
| Ano  | Single                          | Álbum                          |
| ---- | ------------------------------- | ------------------------------ |
| 1997 | "Que Maravilha" (Jorge Ben Jor) | Músicas para Tocar em Elevador |

## Canções de trilhas sonoras
- 1985 - "Me Liga" - Um Sonho a Mais
- 1986 - "Você" - Roda de Fogo
- 1988 - "O Beco" - Bebê a Bordo
- 1990 - "Lanterna dos Afogados" - Rainha da Sucata
- 1990 - "Caleidoscópio" - Lua Cheia de Amor
- 1991 - "Tendo a Lua" - Vamp
- 1992 - "Sábado" - Perigosas Peruas
- 1993 - "Só pra te mostrar" (com Daniela Mercury) - Renascer
- 1993 - "Lição de Astronomia" – O Mapa da Mina
- 1994 - "O Amor Dorme" - Pátria Minha
- 1995 - "Saber Amar" - História de Amor
- 1996 - "La Bella Luna" – Salsa e Merengue
- 1997 - "Busca Vida" - Zazá
- 1997 - "Um Amor, Um Lugar" (com Fernanda Abreu) - Anjo Mau
- 1998 - O Amor Não Sabe Esperar" (com Marisa Monte) - Meu Bem Querer
- 1999 - "Sossego" - Vila Madalena
- 2001 - "Aonde Quer Que Eu Vá" - Um Anjo Caiu do Céu
- 2002 - "Cuide Bem do Seu Amor" - Sabor da Paixão
- 2006 - "De Perto" - Bang Bang
- 2008 - Sonífera Ilha" e "Ska" / "Meu Erro"  (com Titãs) - Três Irmãs
- 2009 - "Meu Sonho" - Caras & Bocas
- 2011 - "Aonde Quer Que Eu Vá" - A Vida da Gente
- 2014 - "Aonde Quer Que Eu Vá" - Império
- 2019 - "Óculos" - Verão 90
- 2022 - "Ska" - Cara e Coragem